# Schwestern vom hl. Johannes dem Täufer
Die Schwestern vom hl. Johannes dem Täufer (englisch Congregation of the Sisters of St. John the Baptist, Ordenskürzel: CSJB; italienisch Congregazione Soure San Giovanni Battista, Ordenskürzel: CSSGB) sind ein römisch-katholisches Institut des geweihten Lebens. Sie sind auch unter der Bezeichnung „Baptestinen“ bekannt.

## Geschichte

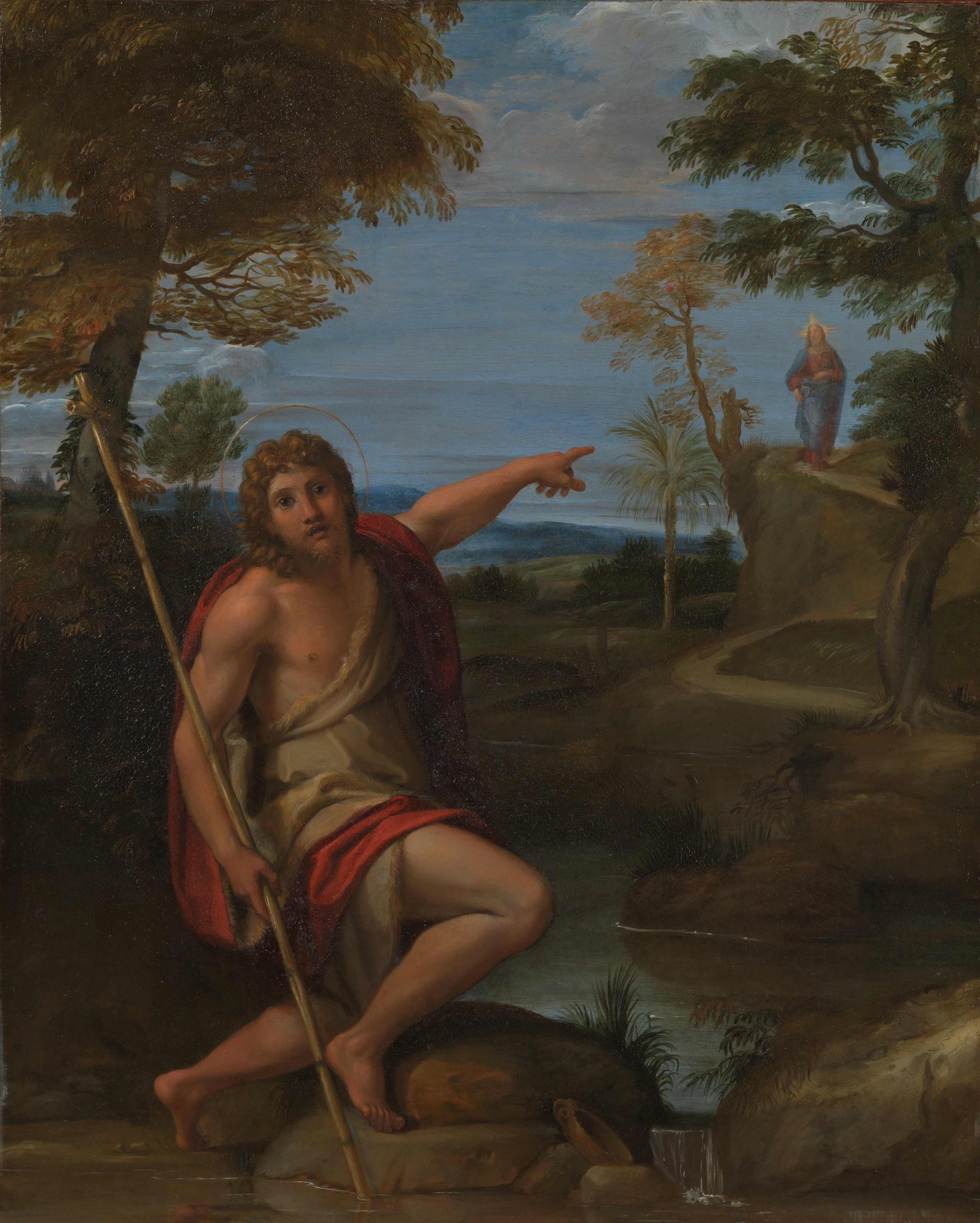
Johannes der Täufer legt Zeugnis ab

Ausgangssituation war die, in den späten 1800 Jahren, durch die Kriege entstandenen Verwüstungen. Besonders hart war der Süden Italiens betroffen und in der Kleinstadt Angri verloren viele Kinder ihre Eltern, viele Frauen ihre Männer und Kinder ihre Väter. Der Ortspfarrer Alfonso Maria Fusco nahm sich diesen Schicksalen an und organisierte Hilfsmaßnahmen.
Das Gründungsdatum geht auf den 26. September 1878 zurück. In Angri, das in der früheren Diözese Nocera liegt, hatte der Priester Alfonso Maria Fusco, gemeinsam mit der Adeligen Magdalena Caputo diese Ordensgemeinschaft ins Leben gerufen. Am 2. August 1888 erhielt der Frauenorden die bischöfliche Genehmigung durch Bischof Luigi del Forno von Nocera. Pater Fusco erlebte einen sehr schnellen Aufwuchs der Schwesternschaft, die sich über ganz Italien verbreitet hatte und 1906 ihren ersten Konvent in den Vereinigten Staaten errichteten. Die päpstliche Approbation von Papst Benedikt XV. (1914–1922) erfolgte am 24. Juni 1917. Papst Pius XI. (1922–1939) bestätigte am 1. März 1927 die Kongregation als ein Institut des geweihten Lebens. Am 7. Mai 1935 wurden, ebenfalls von Papst Pius XI., die Ordensstatuten anerkannt und genehmigt. Ihr Schutzpatron ist Johannes der Täufer.

## Aufgaben und Organisation
Ihre Hauptaufgabe sehen die Ordensschwestern in der Alten- und Krankenpflege, in der pädagogischen Arbeit und im Bereich der Pfarrseelsorge. 2005 zählte die Ordensgemeinschaft fast 900 Mitglieder, die in über 128 Ordenseinrichtungen ihren Dienst versehen. Das Generalat hat seinen Sitz in Rom und wird von der Generaloberin, einer Generalvikarin und drei Ratsmitglieder gestellt. Der Orden gliedert sich in die Ordensprovinzen Brasilien, Italien mit Polen, Madagaskar, Moldawien und Rumänien, Sambia mit Malawi, Südafrika und Kamerun, Vereinigte Staaten und Indien auf. Die Ordensprovinzen werden von einer Provinzialpriorin geleitet. Auf den Philippinen und in Chile gemeinsam mit Argentinien sind Vizeprovinzen errichtet, die von einer Priorin geleitet werden. In Kanada wird eine Ordensdelegation geleitet.
Generaloberin ist seit Anfang 2022 Lina Pantano.

## Ordensgründer
Alfonso Maria Fusco wurde am 23. März 1839 in Angri bei Salerno, Italien geboren. Er wurde 1863 zum Priester geweiht und war als Ortspfarrer in Angri tätig. Er sorgte sich besonders um die Armen und Kranken und gründete schließlich 1878 die „Suore di San Giovanni Battista“. Er starb am 6. Februar 1910 und wurde 2001 durch Papst Johannes Paul II. (1978–2005) seliggesprochen. Sein Gedenktag ist der 6. Februar.